# 最後に笑う男
『最後に笑う男』（さいごにわらうおとこ）は、1949年2月28日公開の日本映画。監督は安田公義。二本柳寛が大映入社後の第1作として知られる。京マチ子の映画デビュー作とされることもあるが、誤りである。モノクロ、スタンダード、検閲認証番号:10.182。

## あらすじ
サーカスの東洋曲芸団では興業不振が続いていた。団長の秋山は挽回のため、人気の空中ブランコ乗りである飛鳥兄弟を東京から呼び寄せる。飛鳥兄弟のおかげで、大入り満員。観客も兄弟の妙技に沸いた。秋山は団員と兄弟を招いて祝宴を開いたが、曲芸団のピエロである峰吉が祝宴に姿を見せなかった。
飛鳥兄弟の前に与太者が現れて、契約金のことで弟の三郎と口論になり、三郎が怪我をしてしまう。秋山は、団員の義雄を三郎の代役に立てようとするが、救命綱を付けなければならない義雄では不人気になると兄・次郎は義雄の代役を断った。困った秋山の耳にピエロの峰吉が昔は「海燕のミユー」と呼ばれていた人気の空中ブランコ乗りだったという話が聞こえてくる。峰吉は失恋の痛手からピエロとなっており、その失恋の相手が次郎の妻・みどりであった。秋山は峰吉に代役を頼むが、峰吉は承諾しない。峰吉を想う団員の由美は、峰吉を再び人気者にしたいと次郎に頼みに行く。それを知った峰吉は、次郎と腕比べをしようという気になって行く。一方、次郎はみどりと峰吉の過去を知ったことで、峰吉に憎しみを覚えるようになっていた。
峰吉が代役として出演する日がやって来る。次郎は峰吉を殺そうと故意に失敗するが、峰吉は難を逃れる。次の演技に不吉な予感を覚えたみどりは、次郎に代わって空中に飛ぶ。みどりと峰吉はしっかりと手をつないで空中ブランコをの演技を成功させる。峰吉の心も次郎の心も平静な心に戻っていった。

## キャスト
- 大庭 峰吉：滝沢修(民衆芸術劇場) - 東洋曲芸団のピエロ
- 飛鳥 次郎：二本柳寛 - 人気の空中ブランコ乗り
- 飛鳥 みどり：日高澄子 - 次郎の妻
- 飛鳥 三郎：伊達三郎 - 次郎の弟
- 由美：京マチ子(松竹歌劇団) - 東洋曲芸団の団員
- 秋山 専次：藤井貢 - 東洋曲芸団の団長
- 泉 良三：杉狂児 - 東洋曲芸団の楽隊
- 島 義雄：加東大介 - 東洋曲芸団の団員
- 春子：野々宮由紀
- 都々子：菅原都々子(テイチクレコード)
- 畄次：葛木香一[3]
- 廣瀬：寺島貢[3]
- 田原：玉置一恵
- 村山：堀北幸夫
- 大井：菊野昌代士
- マリ子：大美輝子
- 君江：園御幸
- 玉江：柳恵美子
- 京子：東山京子
- 鈴江：小柳圭子[3]
- 洋舞：松竹歌劇団
- 按舞：翁良亮
- 特別出演：タカタマサーカス団

## スタッフ
- 監督：安田公義
- 撮影：石本秀雄
- 企画：米田治
- 脚本：柳川真一
- 録音：大谷巌[3][4]
- 音楽：西梧郎
- 歌謡作曲：服部良一
- 美術：角井平吉[3][4]、西岡善信
- 照明：湯川太四郎[3][4]、中岡源権
- 編集：西田重雄
- 装置：土手敬次郎
- 装飾：松本春造
- 背景：巽保次郎
- 衣裳：大畠卯一
- 美粧：日樫嘉雄
- 結髪：山口たか
- 監督助手：山崎謙
- 撮影助手：今井博
- 記録：秋山みよ子
- スチール：斉藤勘一
- 演技事務：久松健二
- 進行：安達畄吉
- 製作主任：谷譲二
- サーカス劇場建設：京都田中興行社

## 主題歌
- 菅原都々子「君に捧げん」
- 村沢可夫「ピエロの恋」

テイチクレコード